# Alan Finder
Alan Finder (19 de febrero de 1948-24 de marzo de 2020) fue un periodista estadounidense. 

## Biografía
Alan A. Finder nació en Brooklyn y se crio en el condado de Nassau, Nueva York, graduándose de la escuela secundaria Valley Stream South.
Obtuvo una licenciatura en historia en la Universidad de Rochester en 1969 y una maestría en estudios estadounidenses en la Universidad de Yale en 1972. 
De 1974 a 1974, trabajó en The Record en Hackensack, Nueva Jersey, y luego hasta 1983 en Newsday en Long Island. Finder trabajó durante 27 años en el New York Times y se retiró en diciembre de 2011. El editor ejecutivo del Times, Dean Baquet, describió a Finder como "una de las estrellas de Metro en las décadas de 1980 y 1990, un gran escritor en una era grande y altamente competitiva para las noticias de la ciudad de Nueva York". Durante su retiro, continuó trabajando como editor para The Record, Newsday y en el escritorio internacional del New York Times.

## Muerte
Murió el 24 de marzo de 2020, en el Hospital Valley en Ridgewood, Nueva Jersey a los setenta y dos años. Recientemente había dado positivo por COVID-19 causado por el virus del SARS-CoV-2.